# くそみそテクニック
『くそみそテクニック』(英語:"Shit Soup Technique"または"YARANAIKA")は、山川純一による日本の漫画作品。『薔薇族』（第二書房）1987年漫画増刊『バラコミ』2号に掲載された。

## 概要
とある男子予備校生（道下正樹）の「初めてのハッテン場体験」をテーマにしたモノクロ16ページの読み切り作品である。山川作品としては比較的後期の作品にあたる。
1987年に初めて発表されて以降10年以上の年月を経て、2002年ごろからあやしいわーるどなどのインターネット掲示板で作品の1ページをスキャンした画像が出回り、翌2003年にはふたば☆ちゃんねるにて作品がアップロードされ話題となる。さらに2ちゃんねるなどへ飛び火し、作中の「ウホッ! いい男…」「やらないか」などの台詞が「ヤマジュン語」として、一部のネットユーザーなどの間でブームとなった。
2004年に復刻された作品集『ウホッ!!いい男たち ヤマジュン・パーフェクト』で本作の登場人物が表紙絵として使用された。
本作の台詞はインターネットミームとして定着し、2ちゃんねるなどで頻繁に使用されている。また二次創作も活発に行われており、小説や歌、アニメ、朗読、ダンス、コラージュなどの作品が多数製作されている。2008年11月には「やらないかTシャツ」も発売され、限定品ながら即完売となった。
2014年12月にはソーシャル・ネットワーキング・サービスのmobageやYahoo!モバゲーにて公式にアバター用のコインガチャ・阿部高和が登場し、2016年3月には第2弾のコインガチャ・阿部高和 AMOUR〜アムール〜（ただしmobage限定）が提供された。
2024年にはあにめ東京から「新・やらないか」、スタジオレオから「山川純一アニメ劇場」としてそれぞれアニメ化され、Amazon Prime Videoなどで配信された。

### イベント
2014年1月19日には2014年時点に薔薇族編集長の伊藤文學より一任されこの作品の版権を管理していたIKDインターナショナルの主催で初の公式イベント「くそみそテクニック公式コラボカフェ～すまない、ホモ以外は帰ってくれないか～」が秋葉原コスプレカフェバー『パチノフ』で開催された。2016年2月21日には2016年時点に薔薇族編集長の伊藤文學より一任されこの版権管理を一任されているFMC’sエンタテインメントの主催で公式イベント「みんな大好き阿部さん祭り～一緒に漢を磨こうぜ～」が『テーマ「秋葉原」同人即売イベント 秋コレおかわり』内にて開催された。

## あらすじ
予備校からの帰宅途中に尿意を催した道下正樹は、公園の公衆トイレを目指して急いでいたが、その近くのベンチに座っていたイケメン男性・阿部高和を一目見て思わず欲情する。阿部は突然つなぎのホックを外し始め、自らの勃起した陰茎を道下に見せ付け誘うのだった。突如、このトイレが有名なハッテン場であったことが道下の脳裏をよぎった……。
阿部に誘われるままにトイレの個室に連れ込まれて全裸にされた道下は、口技により射精寸前まで導かれた所で尿意を思い出す。すると阿部は自らの肛門内で放尿するよう命じ、自らも全裸になり道下を促す。戸惑う道下だったが、阿部の臀部の格好の良さに感じ、意を決して背後から阿部の肛門に陰茎を挿入し、放尿し終えるとともにオーガズムに達し射精する。
直腸に注入された尿を排出した阿部は、自らの陰嚢(ノンケやゲイの間では陰茎を指す)が大きいことを道下に確認させると、有無を言わさず道下の肛門に陰茎を挿入する。
その後、便意を訴える道下に阿部がツッコミを入れるシーンで物語は終わっている。その後の動向は不明だが、道下曰く「くそみそな結果に終わってしまった」との事。

## 登場人物
声優の表記は新・やらないか／山川純一アニメ劇場の順。
道下正樹（みちした まさき）
声 - ソラテ／あさぎ夕
主人公。予備校生であり、ゲイ（自覚あり）。男色は未経験であるにもかかわらず、尿意さえも忘れて阿部のあとに付いて行く。物語は彼の回想で進められる。
阿部高和（あべ たかかず）
声 - 佐々木喜朗／ダンユウキ
自動車修理工。ツナギをノーパンで着ており、袖まくりをしている若い男性。道下からは、ちょっとワルっぽいが「良い男」と評されている。セックスの熟練者であり、ノンケでも構わず掘る。巨根で陰嚢が大きい。
性格は大胆であり、どんなプレイでも思いついたら物怖じせずにどんどんやってみる。道下とは終始余裕の態度で彼をリードしてやり、自分は作中では一度も射精しなかった。
男性
声 - 朱恥肉瑠(山川純一アニメ劇場)
最後のワンシーンに突然現れたスーツ姿の中年男。顔を赤らめ、道下と阿部の声が聞こえてくるトイレの個室の方に目線をやっている。

## 台詞
「ウホッ! いい男…」
道下の阿部に対する第一印象。のちに発刊された作品集のタイトルにも用いられた。作中では「いい男」「イイ男」など、表記に若干のぶれがある。
「やらないか」
阿部が自身の陰茎を見せつけながら道下を誘うときの台詞。語尾に疑問符は付けない。
『薔薇族』初代編集長の伊藤文學は、この台詞を「皆が行動を起こせ！という呼びかけの言葉」ととらえ、語尾に感嘆符を付けて自著のタイトルに使用した。
「すごく…大きいです…」
阿部から陰嚢を見た感想を求められた道下の一言。

## アダルトビデオ版
MOODYZによるアダルトビデオ版が製作され、2012年8月13日に発売された。原作では二人とも男性だが、アダルトビデオ版では二人とも女性が演じており、道下役は琥珀うた、阿部役は澤村レイコが演じている。

## アニメ版

### 新・やらないか
2023年4月1日に同タイトルが発表され、2024年4月1日よりAmazon Prime Videoでの配信およびBOOTHにて円盤販売を開始し、同日よりカラオケ配信も実施された。

### スタッフ
- 原作 - 山川純一[7]
- 監督 - 伊藤魔鬼[10]
- 脚本 - 菅束史[7]
- シナリオ協力 - 川上大典[7]
- 制作 - 合同会社あにめ東京[10]
- 原作協力 - 株式会社サイゾー[7]、伊藤文學[7]

### 主題歌
「Kuso♂Miso☆カーニバル」
作詞・作曲：柏木るざりん / 歌：海斗
「わかりあうためにやらないか」
作詞・作曲：近未来

### 山川純一アニメ劇場
2024年6月8日に動画配信サイトAnimeFestaにて、第1話として配信された。こちらは原作を再現している。

### スタッフ
- 原作 - 山川純一
- 作画監督 - 張益
- 原画 - 高瀬ゆり子・ げきあつくん・坪田慎太郎・熊谷夏美・ごまだれ
- 第二原画 ・動画 ・仕上げ- スタジオエル・Revival
- 企画 - 佐々木純人
- 企画協力 - 後藤礼雅・門田雛・鈴木崇郁
- プロデューサー - 佐々木純人
- 色彩設計・色指定・検査 - サイトウ
- TP修正 - 森野修平
- 美術 - Studio Moonriver
- 撮影監督 - 有馬総一郎
- 撮影 - プロダクションシーケー
- 撮影協力 - すたじおBiB
- 編集 - 新海コウキ
- アニメーションプロデューサー - 佐々木純人
- 制作進行 - げきあつくん
- 制作進行補佐 - しゅん
- シリーズ構成・脚本 - 佐々木純人
- 監督 - 佐々木純人
- アニメーション制作 - スタジオレオ
- アニメーション制作協力 - JFK